# Sponsor somaliensis
Sponsor somaliensis es una especie de escarabajo del género Sponsor, familia Buprestidae. Fue descrita científicamente por Holm & Wentzel en 1991.

## Distribución
Habita en la región afrotropical.